# Theobroma
Genre
Classification phylogénétique
Theobroma (gr: θεόβρώμα; « nourriture des dieux » ) est un genre  de plantes à fleurs de la famille des Malvacées. Il comprend 22 espèces de petits arbres originaires des forêts tropicales d'Amérique centrale et d'Amérique du Sud.

## Liste des espèces
Selon World Flora Online (WFO) (17 décembre 2021) :
- Theobroma angustifolium Sessé & Moc. ex DC.
- Theobroma bernoullii Pittier
- Theobroma bicolor Humb. & Bonpl. — mocambo
- Theobroma cacao L. — cacaoyer
- Theobroma canumanense Pires & Fróes ex Cuatrec.
- Theobroma cirmolinae Cuatrec.
- Theobroma duckei Huber
- Theobroma gileri Cuatrec.
- Theobroma glaucum H. Karst.
- Theobroma grandiflorum (Willd. ex Spreng.) K.Schum. - cupuaçu, gupuaçu ou cupuassu
- Theobroma hylaeum Cuatrec.
- Theobroma mammosum Cuatrec. & J. León
- Theobroma microcarpum Mart.
- Theobroma nemorale Cuatrec.
- Theobroma obovatum Klotzsch ex Bernoulli
- Theobroma simiarum Donn. Sm.
- Theobroma sinuosum Pav. ex Huber
- Theobroma speciosum Willd. ex Spreng. — cacaui
- Theobroma stipulatum Cuatrec.
- Theobroma subincanum Mart. - cacao forêt
- Theobroma sylvestre Aubl. ex Mart. in Buchner
- Theobroma velutinum Benoist - cacao grand-bois

autres taxons non reconnus :
- Theobroma abovatum
- Theobroma chocoense
- Theobroma leiocarpa
- Theobroma mariae
- Theobroma martiana
- Theobroma pentogona Bernoulli
- Theobroma purpureum

## Étymologie
Le nom du genre, Theobroma, signifie en grec « nourriture des dieux » (θεός : dieu, -βρωμα : aliment).